# Lucas Favalli
Lucas Gabriel Favalli (Córdoba, 16 luglio 1985) è un ex calciatore argentino, di ruolo centrocampista.

## Carriera
Ha giocato più di 100 partite nella massima serie del campionato greco.